# Supercopa italiana de futbol
La Supercopa italiana de futbol (en italià: Supercoppa Italiana, també anomenada Supercoppa di Lega) és una competició de futbol italiana, creada la temporada 1988-89. De caràcter anual, està organitzada per la Lega Nazionale Professionisti Serie A. Hi competeixen els campions de la Serie A i de la Copa d'Itàlia de la temporada anterior, que disputen una final a partit únic en una seu neutral. Històricament, se celebrava a principis de la temporada durant els mesos d'estiu i donava inici a les competicions italianes de futbol. Les últimes temporades, però, s'ha celebrat a l'hivern i fora del territori italià com a la Xina, Qatar i Aràbia Saudita.
El dominador de la competició és la Juventus FC amb nou títols, seguit de l'Inter de Milà i del Milan amb vuit títols cadascun.

## Historial
| En negreta = Equip guanyador (1) = Nombre de campionats (prò.) = Pròrroga (p.) = Penals Nota. Noms dels equips segons l'època |

| Edició | Temp. | Data       | Campió                | Resultat      | Subcampió         | Seu                                                     | refs. |
| ------ | ----- | ---------- | --------------------- | ------------- | ----------------- | ------------------------------------------------------- | ----- |
| I      | 1988  | 14-06-1989 | AC Milan (1)          | 3-1           | UC Sampdoria      | Estadi Giuseppe Meazza, Milà                            |       |
| II     | 1989  | 29-11-1989 | Internazionale FC (1) | 2-0           | UC Sampdoria      | Estadi Giuseppe Meazza, Milà                            |       |
| III    | 1990  | 01-09-1990 | SSC Napoli (1)        | 5-1           | Juventus FC       | Estadi San Paolo, Nàpols                                |       |
| IV     | 1991  | 24-08-1991 | UC Sampdoria (1)      | 1-0           | AS Roma           | Estadi Luigi Ferraris, Gènova                           |       |
| V      | 1992  | 30-08-1992 | AC Milan (2)          | 2-1           | AC Parma          | Estadi Giuseppe Meazza, Milà                            |       |
| VI     | 1993  | 21-08-1993 | AC Milan (3)          | 1-0           | Torino FC         | Robert F. Kennedy Memorial Stadium, Washington DC       |       |
| VII    | 1994  | 28-08-1994 | AC Milan (4)          | 1-1 (4-3, p.) | UC Sampdoria      | Estadi Giuseppe Meazza, Milà                            |       |
| VIII   | 1995  | 17-01-1996 | Juventus FC (1)       | 1-0           | AC Parma          | Estadi delle Alpi, Torí                                 |       |
| IX     | 1996  | 25-08-1996 | AC Fiorentina (1)     | 2-1           | AC Milan          | Estadi Giuseppe Meazza, Milà                            |       |
| X      | 1997  | 23-08-1997 | Juventus FC (2)       | 3-0           | Vicenza Calcio    | Estadi delle Alpi, Torí                                 |       |
| XI     | 1998  | 29-08-1998 | SS Lazio (1)          | 2-1           | Juventus FC       | Estadi delle Alpi, Torí                                 |       |
| XII    | 1999  | 21-08-1999 | AC Parma (1)          | 2-1           | AC Milan          | Estadi Giuseppe Meazza, Milà                            |       |
| XIII   | 2000  | 08-09-2000 | SS Lazio (2)          | 4-3           | Internazionale FC | Estadi Olímpic de Roma                                  |       |
| XIV    | 2001  | 19-08-2001 | AS Roma (1)           | 3-0           | AC Fiorentina     | Estadi Olímpic de Roma                                  |       |
| XV     | 2002  | 25-08-2002 | Juventus FC (2)       | 2-1           | AC Parma          | Estadi 11 de juny, Trípoli                              |       |
| XVI    | 2003  | 03-08-2003 | Juventus FC (3)       | 1-1 (5-3 p.)  | AC Milan          | Giants Stadium, Nova York                               |       |
| XVII   | 2004  | 21-08-2004 | AC Milan (5)          | 3-0           | SS Lazio          | Estadi Giuseppe Meazza, Milà                            |       |
| XVIII  | 2005  | 20-08-2005 | Internazionale FC (2) | 1-0 (prò.)    | Juventus FC       | Estadi delle Alpi, Torí                                 |       |
| XIX    | 2006  | 26-08-2006 | Internazionale FC (3) | 4-3 (prò.)    | AS Roma           | Estadi Giuseppe Meazza, Milà                            |       |
| XX     | 2007  | 19-08-2007 | AS Roma (2)           | 1-0           | Internazionale FC | Estadi Giuseppe Meazza, Milà                            |       |
| XXI    | 2008  | 24-08-2008 | Internazionale FC (4) | 2-2 (6-5, p.) | AS Roma           | Estadi Giuseppe Meazza, Milà                            |       |
| XXII   | 2009  | 08-08-2009 | SS Lazio (3)          | 2-1           | Internazionale FC | Estadi Nacional de Pequín                               |       |
| XXIII  | 2010  | 21-08-2010 | Internazionale FC (5) | 3-1           | AS Roma           | Estadi Giuseppe Meazza, Milà                            |       |
| XXIV   | 2011  | 06-08-2011 | AC Milan (6)          | 2-1           | Internazionale FC | Estadi Nacional de Pequín                               |       |
| XXV    | 2012  | 11-08-2012 | Juventus FC (5)       | 4-2 (prò.)    | SSC Napoli        | Estadi Nacional de Pequín                               |       |
| XXVI   | 2013  | 18-08-2013 | Juventus FC (6)       | 4-0           | SS Lazio          | Estadi Olímpic de Roma                                  |       |
| XXVII  | 2014  | 22-12-2014 | SSC Napoli (2)        | 2-2 (6-5 p.)  | Juventus FC       | Estadi Jassim Bin Hamad, Doha                           |       |
| XXVII  | 2015  | 08-08-2015 | Juventus FC (7)       | 2-0           | SS Lazio          | Estadi de Xanghai                                       |       |
| XXIX   | 2016  | 23-12-2016 | AC Milan (7)          | 1-1 (4-3, p.) | Juventus FC       | Estadi Jassim Bin Hamad, Doha                           |       |
| XXX    | 2017  | 13-08-2017 | SS Lazio (4)          | 3-2           | Juventus FC       | Estadi Olímpic de Roma                                  |       |
| XXXI   | 2018  | 16-01-2019 | Juventus FC (8)       | 1-0           | AC Milan          | Ciutat Esportiva del rei Abdullah, Jiddah               |       |
| XXXII  | 2019  | 22-12-2019 | SS Lazio (5)          | 3-1           | Juventus FC       | Estadi Universitari Rei Saüd, Riad                      |       |
| XXXIII | 2020  | 20-01-2021 | Juventus FC (9)       | 2-0           | SSC Napoli        | Mapei Stadium – Città del Tricolore, Reggio de l'Emília | [ 1 ] |
| XXXIV  | 2021  | 12-01-2022 | Internazionale FC (6) | 2-1 (prò.)    | Juventus FC       | Estadi Giuseppe Meazza, Milà                            | [ 2 ] |
| XXXV   | 2022  | 18-01-2023 | Internazionale FC (7) | 3-0           | AC Milan          | Estadi Internacional Rei Fahd, Riad                     | [ 3 ] |
| XXXVI  | 2023  | 22-01-2024 | Internazionale FC (8) | 1-0           | SSC Napoli        | Estadi Universitari Rei Saüd, Riad                      | [ 4 ] |
| XXXVII | 2024  | 06-01-2025 | AC Milan (8)          | 3-2           | Internazionale FC | Estadi Universitari Rei Saüd, Riad                      | [ 5 ] |

## Palmarès
| Equip                                  | Campió | Subcampió | Finals | Anys campió                                          | Anys subcampió                                 |
| -------------------------------------- | ------ | --------- | ------ | ---------------------------------------------------- | ---------------------------------------------- |
| Juventus Football Club                 | 9      | 8         | 17     | 1995, 1997, 2002, 2003, 2012, 2013, 2015, 2018, 2020 | 1990, 1998, 2005, 2014, 2016, 2017, 2019, 2021 |
| Associazione Calcio Milan              | 8      | 5         | 13     | 1988, 1992, 1993, 1994, 2004, 2011, 2016, 2024       | 1996, 1999, 2003, 2018, 2022                   |
| Inter de Milà                          | 8      | 5         | 13     | 1989, 2005, 2006, 2008, 2010, 2021, 2022, 2023       | 2000, 2007, 2009, 2011, 2024                   |
| Società Sportiva Lazio                 | 5      | 3         | 8      | 1998, 2000, 2009, 2017, 2019                         | 2004, 2013, 2015                               |
| Associazione Sportiva Roma             | 2      | 4         | 6      | 2001, 2007                                           | 1991, 2006, 2008, 2010                         |
| Società Sportiva Calcio Napoli         | 2      | 3         | 5      | 1990, 2014                                           | 2012, 2020, 2023                               |
| Unione Calcio Sampdoria                | 1      | 3         | 4      | 1991                                                 | 1988, 1989, 1994                               |
| Parma Football Club                    | 1      | 3         | 4      | 1999                                                 | 1992, 1995, 2000                               |
| Associazione Calcio Firenze Fiorentina | 1      | 1         | 2      | 1996                                                 | 2001                                           |
| Torino Football Club                   | 0      | 1         | 1      | ―                                                    | 1993                                           |
| Vicenza Calcio                         | 0      | 1         | 1      | ―                                                    | 1997                                           |